# Prelatura territoriale di Itaituba
La prelatura territoriale di Itaituba (in latino: Praelatura Territorialis Itaitubaënsis) è una sede della Chiesa cattolica in Brasile suffraganea dell'arcidiocesi di Santarém. Nel 2021 contava 185.700 battezzati su 260.540 abitanti. È retta dal vescovo Wilmar Santin, O.Carm.

## Territorio
La prelatura territoriale comprende 5 comuni nella parte sud-occidentale dello stato brasiliano di Pará: Itaituba, Jacareacanga, Novo Progresso, Rurópolis e Trairão e la località di Castelo de Sonhos, parte del municipio di Altamira, ma distante 1 000 chilometri dal capoluogo.
Sede prelatizia è la città di Itaituba, dove si trova la cattedrale di Sant'Anna.
Il territorio ha una superficie complessiva di 177.743 km² ed è suddiviso in 8 parrocchie:
- Sant'Anna e Nostra Signora del Buon Rimedio a Itaituba;
- Nostra Signora Aparecida a Trairão;
- Santa Lucia a Novo Progresso;
- Santissima Trinità a Rurópolis;
- Santi Antonio e Pietro a Jacareacanga;
- San Giuseppe Lavoratore a Jamanxim;
- Sant'Antonio di Padova a Castelo de Sonhos.

Nel 2012, in seguito ad un accordo tra i prelati di Itaituba e di Xingu, la parrocchia di Sant'Antonio da Padova del distretto di Castelo de Sonhos nel comune di Altamira fu affidata alla cura pastorale dei prelati di Itaituba, pur conservando ancora l'appartenenza canonica alla prelatura di Xingu. Dal 6 novembre 2019 la parrocchia fa parte della diocesi di Xingu-Altamira.
Oltre alle parrocchie, il territorio della prelatura comprende anche tre regioni pastorali e una missione indigena, affidate alle cure di diversi istituti religiosi maschili e femminili.

## Storia
La prelatura territoriale è stata eretta il 6 luglio 1988 con la bolla De peramplis quidem di papa Giovanni Paolo II, ricavandone il territorio dalla diocesi di Santarém (oggi arcidiocesi).
Originariamente suffraganea dell'arcidiocesi di Belém do Pará, il 6 novembre 2019 è entrata a far parte della provincia ecclesiastica di Santarém.

## Cronotassi dei vescovi
Si omettono i periodi di sede vacante non superiori ai 2 anni o non storicamente accertati.
- Capistrano Francisco Heim, O.F.M. † (6 luglio 1988 - 8 dicembre 2010 ritirato)
- Wilmar Santin, O.Carm., dall'8 dicembre 2010

## Statistiche
La prelatura territoriale nel 2021 su una popolazione di 260.540 persone contava 185.700 battezzati, corrispondenti al 71,3% del totale.
| anno | popolazione | popolazione | popolazione | presbiteri | presbiteri | presbiteri | presbiteri                | diaconi | religiosi | religiosi | parrocchie |
| anno | battezzati  | totale      | %           | numero     | secolari   | regolari   | battezzati per presbitero | diaconi | uomini    | donne     | parrocchie |
| ---- | ----------- | ----------- | ----------- | ---------- | ---------- | ---------- | ------------------------- | ------- | --------- | --------- | ---------- |
| 1990 | 184.000     | 204.000     | 90,2        | 8          |            | 8          | 23.000                    |         | 10        | 4         | 4          |
| 1999 | 216.000     | 235.000     | 91,9        | 12         |            | 12         | 18.000                    |         | 13        | 10        | 5          |
| 2000 | 209.000     | 215.000     | 97,2        | 14         |            | 14         | 14.928                    |         | 16        | 10        | 5          |
| 2001 | 195.500     | 203.000     | 96,3        | 13         |            | 13         | 15.038                    |         | 15        | 11        | 5          |
| 2002 | 194.200     | 201.700     | 96,3        | 14         |            | 14         | 13.871                    |         | 16        | 14        | 5          |
| 2003 | 194.200     | 201.700     | 96,3        | 19         |            | 19         | 10.221                    |         | 19        | 14        | 5          |
| 2004 | 194.200     | 201.700     | 96,3        | 18         | 1          | 17         | 10.788                    |         | 17        | 12        | 5          |
| 2013 | 201.200     | 211.500     | 95,1        | 15         | 1          | 14         | 13.413                    | 1       | 18        | 10        | 6          |
| 2016 | 206.200     | 216.600     | 95,2        | 17         | 1          | 16         | 12.129                    |         | 20        | 8         | 7          |
| 2019 | 211.180     | 221.800     | 95,2        | 17         |            | 17         | 12.422                    |         | 20        | 8         | 8          |
| 2020 | 184.245     | 258.508     | 71,3        | 21         | 2          | 19         | 8.774                     |         | 24        | 9         | 8          |
| 2021 | 185.700     | 260.540     | 71,3        | 20         | 3          | 17         | 9.285                     |         | 20        | 8         | 8          |